# Dolphin Entertainment
Dolphin Entertainment är ett film- och TV-produktionsbolag i Coral Gables, Florida. Det bildades 1996 av ordförande Bill O’Dowd. Dolphin produceerar TV-serier och filmer riktade till barn och ungdomar, som Zoey 101. Dolphin Entertainment has divisions in International Distribution, Merchandising, Licensing, and Music.

## Företagets filmografi
- Tower Prep (2010)
- What's Up, Warthogs! (2010)
- Spectacular! (2009)
- Roxy Hunter and the Horrific Halloween (2008)
- Gym Teacher: The Movie (2008)
- Roxy Hunter and the Secret of the Shaman (2008)
- Zoey 101 (2005-2008)
- The Unquiet (2008)
- Roxy Hunter and the Myth of the Mermaid (2008)
- Roxy Hunter and the Mystery of the Moody Ghost (2008)
- Christmas is Paradise (2007)
- The Last Day of Summer (2007)
- Ned's Declassified School Survival Guide (2004-2007)
- Shredderman Rules (2007)
- Break-In (2006)
- Vanished (2006)
- Stranded (2006)

### Fotnoter
1. ↑  Dolphin Entertainment website http://www.dolphinentertainment.com
2. ↑  IMDB website filmography http://www.imdb.com/name/nm1199803/